# Bagel et Becky
Bagel et Becky (The Bagel and Becky Show) est une série télévisée d'animation canadienne en 26 épisodes de 22 minutes créée par Dave Cooper produite par Radical Sheep Productions et Jam Filled Entertainment. La série débute en Pologne le 14 novembre 2016 sur Teletoon+, et débutera sur Teletoon au Canada le 6 février 2017. Au Québec, la série est diffusée sur Télétoon depuis le 6 mars 2017. En France, la série est diffusée sur France 3 depuis le 5 mai 2017.

## Synopsis
Bagel le chien et Becky le chat vivent de nombreuses aventures avec leur ami Percy le pigeon et d'autres personnages.

## Personnages
- Bagel :
- Becky :
- Maman :

## Voix

### Voix originales
- Kevin McDonald : Bagel
- Nikki Payne : Becky

### Voix québécoises
- Christian Perrault : Bagel
- Rose-Maïté Erkoreka : Becky[7]
- Élisabeth Lenormand : Maman
- Michel M. Lapointe : Le Maire Torgo
- Stéphane Brulotte : Le vieux Robotschnoque
- Sébastien Rajotte : Loaf
- Émilie Bibeau : Lisa
- Maxime Desjardins : Percy

 Source et légende : version québécoise (VQ) sur Doublage.qc.ca

## Épisodes
| №  | Titre                                                                         | Réalisation                     | Scénario                      | Première diffusion (PL) | Première diffusion (CA) | Première diffusion (QC) |
| -- | ----------------------------------------------------------------------------- | ------------------------------- | ----------------------------- | ----------------------- | ----------------------- | ----------------------- |
| 1a | titre français inconnu Blood Is Thicker Than Water, but Thinner Than Pancakes | Jamie LeClaire et Phil Lafrance | Doug Hadders et Adam Rotstein | 14 novembre 2016        | 6 février 2017          | 6 mars 2017             |